# Zespół CAMFAK
Zespół CAMFAK (ang. CAMFAK syndrome) – rzadki zespół wad wrodzonych, o możliwym autosomalnie recesywnym sposobie dziedziczenia, charakteryzujący się ośrodkowymi i obwodowymi objawami neurologicznymi wynikającymi z demielinizacji nerwów. Przypomina pod tym względem zespół Cockayne’a.
Nazwa zespołu jest akronimem utworzonym od pierwszych liter objawów opisanych u pierwszych pacjentów przez Lowry'ego i wsp. w 1971 roku. Objawy te to:
- obustronna zaćma (cataracts)
- mikrocefalia (microcephaly)
- niechęć do ssania (failure to thrive)
- kifoskolioza (kyphoscoliosis).

Ponadto często stwierdza się artrogrypozę i charakterystyczny zestaw cech dysmorficznych twarzy, nadających jej „ptasi” wygląd, przypominający nieco fenotyp zespołu Seckla.